# Alexandre Cirici i Pellicer
Alexandre Cirici i Pellicer (Barcellona, 22 giugno 1914 – 10 gennaio 1983) è stato uno scrittore spagnolo, considerato uno dei maggiori critici d’arte del Novecento.

## Biografia
Alexandre Cirici Pellicer nacque in una famiglia benestante. Nel 1931 ha iniziato gli studi universitari presso la Facoltà di Scienze e successivamente ha frequentato la Facoltà di Architettura. 
Durante lo scoppio della guerra civile in Spagna, sposa nel 1938 Carmen Alomar nata nel 1916 dal loro matrimonio nasceranno: Marta, Cristian, Albert, Beta, George e David. 
A Barcellona fa parte del comitato antifascista, e dopo la vittoria fascista lo troviamo esule in Francia a Montpellier,
dove frequenta l'Università di architettura e Belle Arti, in seguito si trasferisce a Parigi dove continua i suoi studi universitari, ma sfortunatamente l'offensiva tedesca contro la Francia, lo porta nuovamente in Catalogna, dove sarà membro attivo dei gruppi culturali di Gelbert Miramar. Cirici creerà nel 1945, la Società Catalana per lo studio dell'Arte, che l'anno dopo diverrà una filiale dell'Istituto di Studi Catalano. 
Nel 1947, partecipa al primo congresso clandestino del Movimento Socialista Catalano (MSC), e fa parte del comitato direttivo; continuando nel frattempo gli studi all'Università di Barcellona.
Successivamente diventa Direttore Artistico del film di animazione:C'era una volta, che sarà premiato alla Biennale Cinematografica di Venezia nel 1950.
Alexandre Cirici, uomo impegnato su due fronti, quello dell'arte e quello dell'impegno politico contro la dittatura Franchista, sarà insegnante nel 1967 Alla Università di Barcellona di Sociologia dell'Arte.
Durante questi anni il suo nome sarà diventato importante per il suo impegno politico, contro la dittatura a salvaguardia dei diritti umani.
Sarà imprigionato nel 1971, per avere protestato assieme a un gruppo di intellettuali contro l'ingiustizia del processo di Burgos. Promotore del gruppo dei deputati indipendenti per il socialismo, faceva parte del gabinetto del primo segretario del PSC. Nel 1977 sarà eletto senatore a Madrid. Sarà anche rappresentante dell'Assemblea parlamentare del Consiglio d'Europa per difendere i diritti delle lingue minoritarie.
Nonostante le avversità Cirici, ha avuto riconoscimenti nazionali e internazionali sia per il suo impegno politico che artistico. Le sue opere di scrittore sono state pubblicate in tutto il mondo.
Nel 1978 è stato eletto Presidente dell'AICA: Associazione Internazionale Critici d'Arte, fino al 1981.

## Saggi sulla storia dell'arte
Cirici è stato un nome importante tra i numerosi nomi che si sono opposti alla dittatura di Franco, pubblicando saggi con aspre critiche non solo politiche, ma anche sull'andamento dell'arte,
in particolare le influenze artistiche ed estetiche che ha prodotto il Franchismo.
È molto importante notare dice Cirici, come l'arte sia influenzata dal potere politico diventando assoggettata a questo potere, soprattutto quando il potere è di natura dittatoriale. In questo modo l'Arte perde le sue peculiari qualità di Libertà e di Poesia.
Gli artisti che predilige e di cui si impegna criticamente, sono gli artisti che nelle loro espressione artistica hanno quella ritrovata Libertà e Poesia, senza la quale l'arte non può esistere, artisti come Pablo Picasso, Salvador Dalì, Joan Miró, Paul Klee, Wassily Kandinskym, Hans Arp, Henry Moore, Massimo Campigli,
Conoscerà alla fine degli anni 60 gli intellettuali e critici d'arte Italiani come Giulio Carlo Argan, Umberto Eco, Gillo Dorfles.
Avrà successivamente interesse per gli artisti: Max Bill, Julio Le Parc, Yves Klein, Maurice Raynal, Robert Rauschenberg, Claes Oldenburg e Andy Warhol.

## Saggi critici
- Tàpies o la transverberació (1954)
- Cuixart (1955)
- L'arquitectura catalana (1955)
- L'escultura catalana (1957)
- La pintura catalana, vol. I i II (1959)
- Art i societat (1964)
- El arte universal (1967)
- Arquitectura gótica catalana (1968)
- L'art català contemporani (1970)
- Tàpies, testimoni del silenci (1970)
- Miró llegit. Una aproximació estructural a l'obra de Joan Miró (1971)
- Barcelona pam a pam (1971)
- Gargallo i Barcelona (1975)
- La estética del franquismo (1977)
- Ceràmica catalana (1977)
- Miró mirall (1977)
- L'art gòtic català, vol. I i II (1977 i 1979)
- Fenosa, comme une flamme d'eau (1980)
- Museus d'art catalans (1982)